# Zyginopsis macarangae
Zyginopsis macarangae är en insektsart som först beskrevs av Rauno E. Linnavuori 1960.  Zyginopsis macarangae ingår i släktet Zyginopsis och familjen dvärgstritar. Inga underarter finns listade i Catalogue of Life.